# Artestampa edizioni
Artestampa Edizioni è una casa editrice italiana con sede a Modena, fondata nel 1940 da Dario Mazzieri. L'azienda, che ha origini nella tradizione litografica, è nota per la produzione di libri con un focus su arte, fotografia e gastronomia.
Artestampa Edizioni ha mantenuto salde le sue radici nella tradizione artigianale, evolvendosi nel tempo per adattarsi alle sfide del mercato editoriale contemporaneo.

## Storia
La storia di Artestampa Edizioni ha inizio con Dario Mazzieri.
Nato a Reggio Emilia nel 1899, studia presso l’Istituto Professionale degli Artigianelli, dove riceve una formazione da cromista e disegnatore litografo. Dopo alcuni anni al fronte, Mazzieri torna a casa e nel 1921 inizia a lavorare presso la tipografia Dal Re e Galloni a Modena, dove matura ulteriormente le sue competenze tecniche e artistiche. 
Nel 1940 avvia la Litotipografia Artestampa con sede in Vicolo Venezia (MO). Durante la Seconda guerra mondiale, Mazzieri partecipa alla Resistenza partigiana stampando volantini clandestini antifascisti, che portarono alla sua incarcerazione nella prigione del Palazzo Ducale di Modena.
Nel 1945 l’azienda viene trasferita nell’attuale sede in via Ciro Menotti. Oltre a Mazzieri, vi lavorano anche la moglie Lina e le due figlie Giuliana e Carla, le quali si rivelano essere risorse essenziali: le figlie, arricchite dalla formazione ricevuta all’Istituto d’Arte, affiancano il padre condividendone la passione, mentre la moglie, amministratrice dell’azienda, ha il compito di inquadrare in una struttura solida e praticabile il talento e l’abilità creativa del marito. 
La casa editrice ha mantenuto negli anni una vocazione artigianale, affiancando la produzione editoriale a quella tipografica.
Oggi l'azienda è gestita dal proprietario nonché direttore editoriale Carlo Bonacini, che svolge l’impiego con l'intento di mantenere un equilibrio tra tradizione e innovazione. Bonacini ha dichiarato nel 2020 che Artestampa Edizioni pubblica oltre 800 titoli, con un’intera sezione digitale e modalità di stampa "print-on-demand" per limitare il magazzino e favorire la distribuzione diretta.

## Innovazione e collaborazioni
Artestampa Edizioni è attiva in vari ambiti editoriali, tra cui arte, fotografia, enogastronomia e promozione del territorio. La casa editrice ha inoltre collaborato con diverse università italiane nella realizzazione di carte speciali filigranate, utilizzate in ambito accademico e per la protezione contro la contraffazione. 
In aggiunta, Artestampa Edizioni ha promosso presentazioni ed eventi culturali in ambito locale, come la partecipazione alla Sagra del Borlengo di Guiglia del 2018, dove ha curato incontri letterari dedicati alla cultura e alla tradizione emiliana.

## Attività e pubblicazioni
Nel corso della sua attività, Artestampa Edizioni ha partecipato a numerose iniziative editoriali locali, tra cui le edizioni di “Libriamodena”, la mostra provinciale dell’editoria modenese promossa dal Comune di Modena. 
Nel 2014 ha pubblicato il volume C’era una volta il Palazzo Ducale di Modena, presentato in collaborazione con l’Istituto per i Beni Artistici e Culturali e curato dal giornalista Roberto Franchini.

## Collane editoriale
Tra le principali collane prodotte da Artestampa Edizioni ritroviamo:
- Artestampa Arte: pubblica libri d'arte e fotografici di alto livello tecnico e grafico (tra cui i libri fotografici della collana Città del Mondo e la preziosa serie The Art of Golf).
- Artestampa Convivio: raccoglie volumi legati alla gastronomia di alta classe.
- Confraternita del Gnocco d'Oro: promuove i prodotti tipici della gastronomia tradizionale.
- Guide interattive - Bike e trekking: promuove il territorio appenninico.

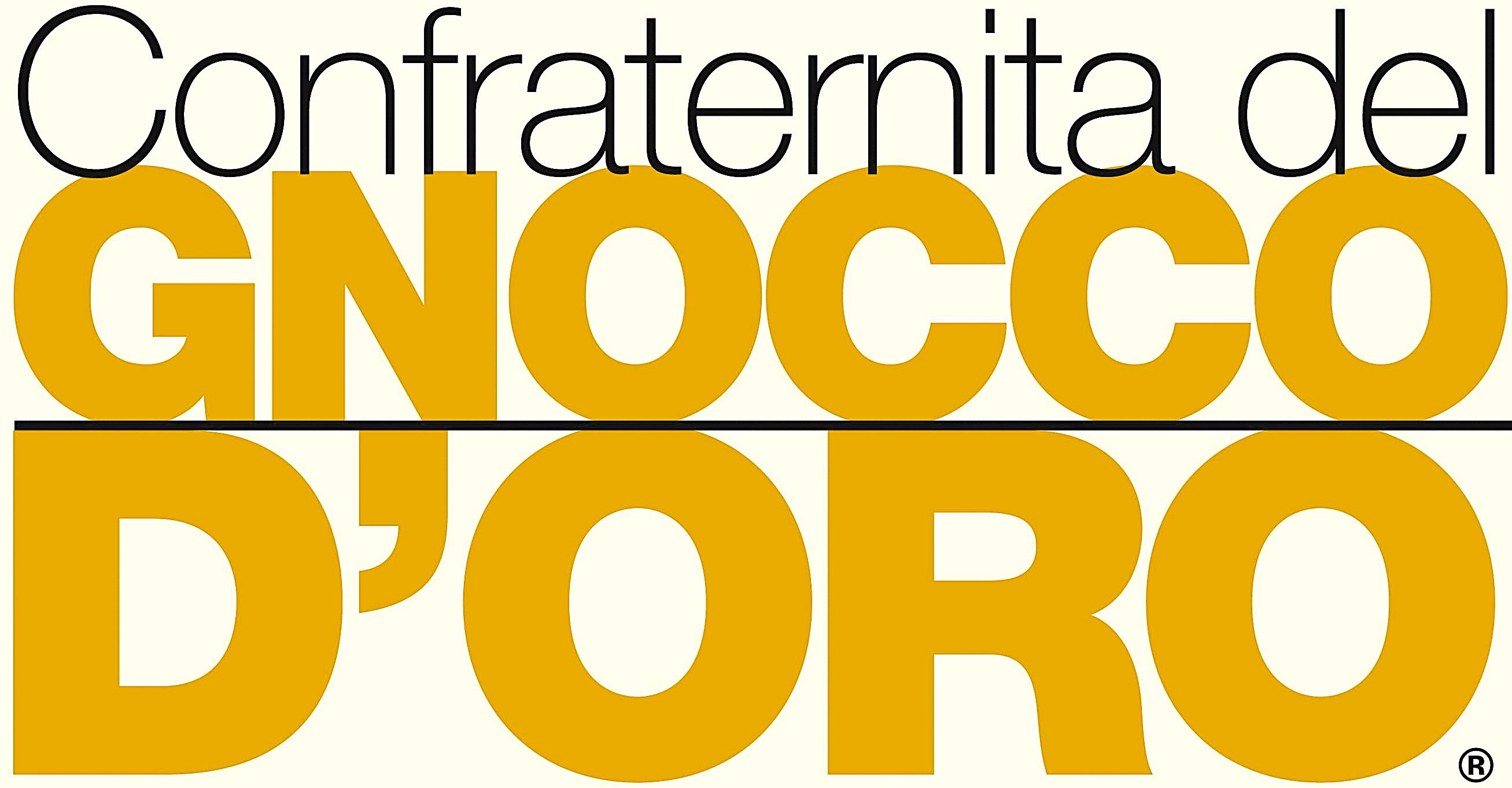
Logo della "Confraternita del gnocco d'oro"